# Eunomia caymanensis
Eunomia caymanensis là một loài bướm đêm thuộc phân họ Arctiinae, họ Erebidae.